# Мартынова, Елизавета Михайловна
Елизаве́та Миха́йловна Марты́нова (1868—1904) — русская художница, выпускница Императорской Академии художеств набора 1890 года, первого года, когда в Академию было разрешено поступать женщинам. Не сохранилось достоверно принадлежащих кисти самой Мартыновой картин. При этом сама она известна по портретам многих художников Серебряного века. В первую очередь это «Дама в голубом» Константина Сомова. Также её в разные годы писали Осип Браз и Филипп Малявин.

## Биография

### Обучение в Академии художеств
Елизавета Михайловна Мартынова родилась в 1868 году в Петербурге в семье врача. С детства брала уроки живописи, мечтала о карьере профессионального художника, и к 1890 году эта мечта стала осуществимой. В том году Императорская Академия художеств впервые разрешила сдачу вступительных экзаменов женщинам. В первые годы количество женщин на курсах было крайне невелико. Остроумова-Лебедева, поступившая в 1892 году, из первых наборов 1890—1891 помнит лишь четырёх девушек:
1. Елена Клокачёва
2. Елизавета Мартынова
3. Людмила Савич
4. Мария Фёдорова

Вместе же с их набором на всю Академию было 14 студенток, включая и вольнослушательниц. При этом они попадали в окружение признанных мэтров искусства и сильно робели. Мужчины же считали своим долгом поддержать и ободрить первых российских профессиональных художниц. Это отношение сохранялось и после окончания Академии, когда Елизавета Мартынова получила свидетельство о праве преподавания живописи.

### Дама в голубом

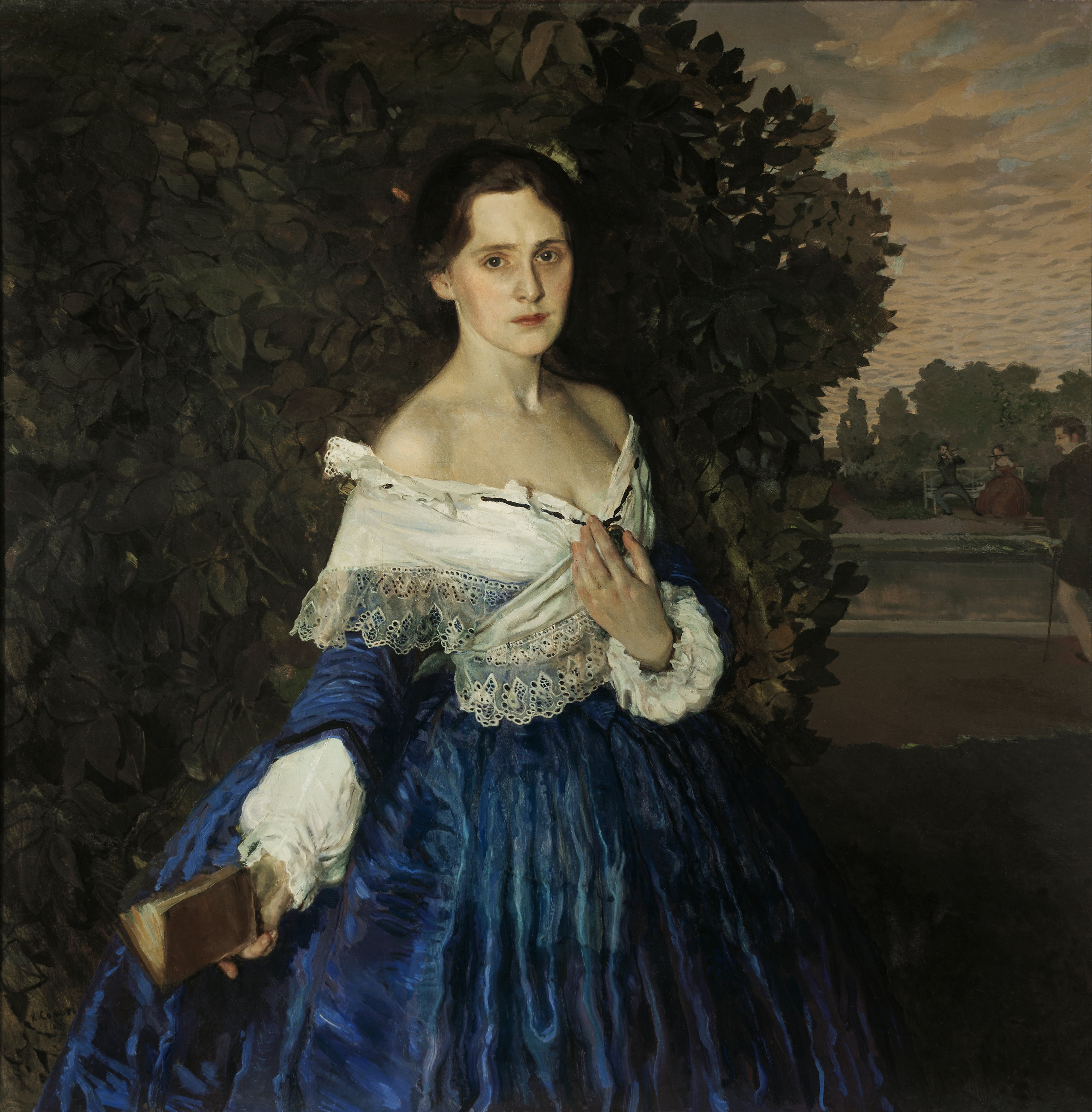
К. А. Сомов «Дама в голубом», 1897—1900

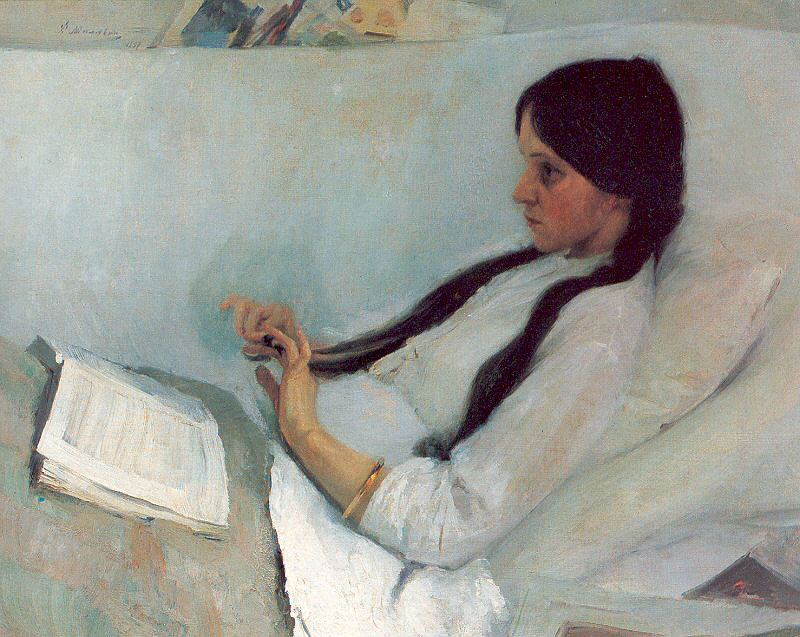
Ф. А. Малявин «Больная», 1897

В настоящее время не известно ни одной работы, достоверно принадлежащей кисти Мартыновой. Она осталась в истории не как художница, а в первую очередь как лицо на знаменитом портрете Константина Сомова. Картина писалась в 1897—1900 годах с длительными вынужденными перерывами, так как Мартынова уже была больна чахоткой. Как раз в год начала работы Сомова над картиной Филипп Малявин написал картину «Больная» с Мартыновой в облике больной девушки в постели.